# Noctua cracoviensis
Noctua cracoviensis là một loài bướm đêm trong họ Noctuidae.